# Michael Ahlers
Michael Ahlers (* 1973) ist ein deutscher Musikpädagoge.

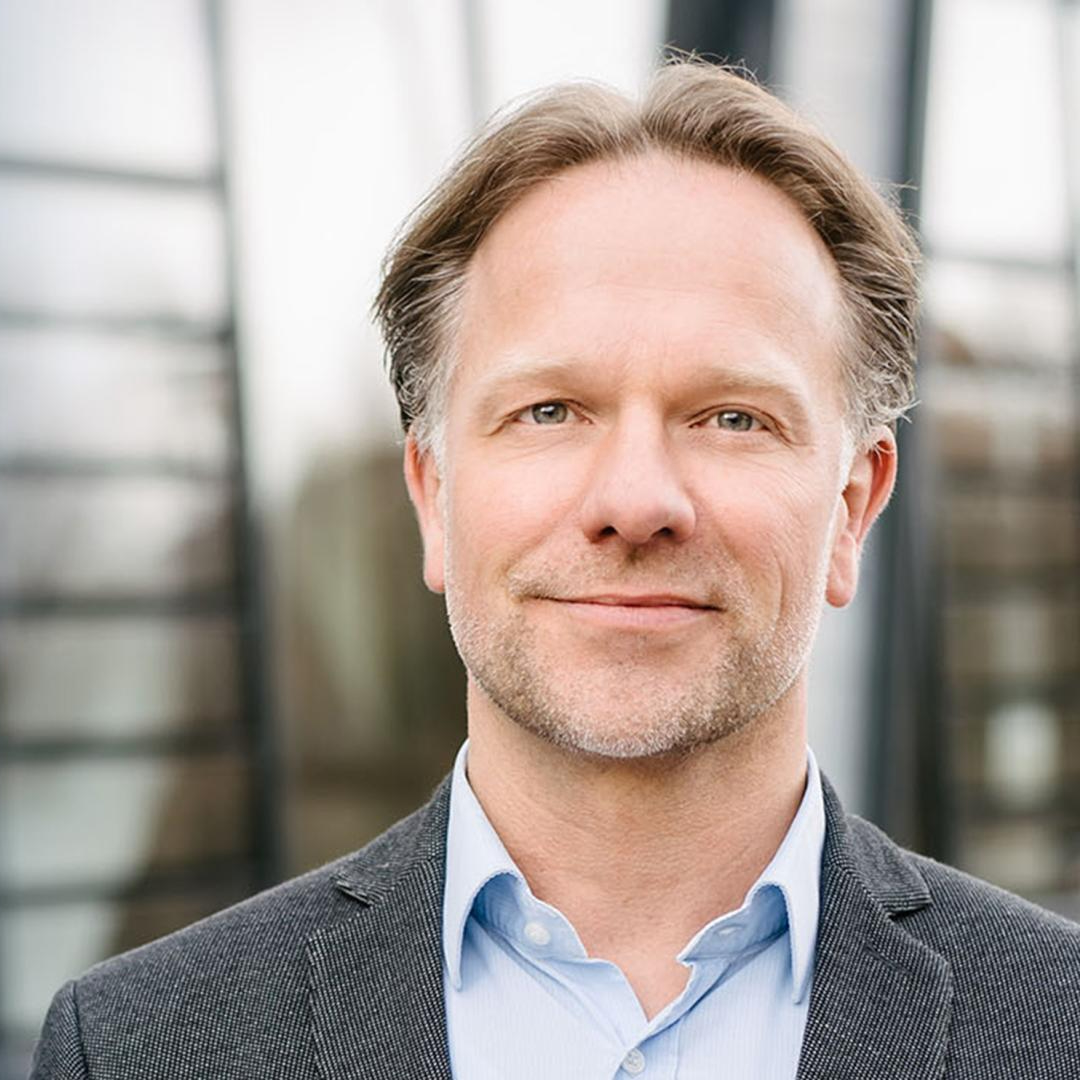
Michael Ahlers

## Leben
Ahlers absolvierte ein Studium des Lehramts für Sekundarstufen in den Fächern Germanistik und Musik mit dem künstlerischen Hauptfach Gitarre sowie Musikwissenschaften. Nach seinem Studium arbeitete er als Leitender Redakteur der Zeitschrift “Musikunterricht und Computer (MUC)” im Lugert Verlag. Nach der dritten Ausgabe übernahm er im Verlag herausgeberische Tätigkeiten und betreute zusätzlich Einzelprojekte in den Bereichen „Content Management“ sowie „Netzwerkadministration“. Seit 2005 war er als wissenschaftlicher Mitarbeiter an der Universität Paderborn tätig und 2008 promovierte er mit dem Thema “Schnittstellen-Probleme im Musikunterricht: Fachhistorische und empirische Studien zum Einsatz und zur Ergonomie von Sequenzer-Programmen” zum Dr. phil. Seit 2009 war er als akademischer Rat auf Zeit an der Universität Paderborn tätig.
2010 erhielt er eine Berufung auf eine Professur für Musikpädagogik mit dem Schwerpunktthema digitale Medien am Leopold-Mozart-Zentrum der Universität Augsburg. Seit Juni 2012 verwaltete er eine Professur für Musikpädagogik an der Leuphana Universität Lüneburg. Im September 2012 nahm er die Berufung auf eine Professur für Musikdidaktik mit dem Schwerpunktthema Popularmusik an der Leuphana Universität in Lüneburg an.

## Projekte (Auswahl)
- 2024 bis 2027: dArts: dialoguing@rts – Advancing Cultural Literacy for Social Inclusion through Dialogical Arts Education[3]
- 2023 bis 2026: MI-RAP: Music Industry Resilience Acceleration Programme[4]
- 2023 bis 2026: Songwriting Camps in the 21st Century[5]
- 2023 bis 2026: ComeArts. fortbilden durch vernetzen – vernetzen durch fortbilden. Gelingensbedingungen diversitätssensibler, digitalisierungs- und digitalitätsbezogener Fortbildungsmodule für die Fächer Kunst und Musik in Community Networks[6]
- 2023 bis 2026: Digitalität – Diversität – Producing: Praktiken populärer Musik in Schule und Weiterbildung[7]
- 2020 bis 2023: Digital-gestütztes Üben im Fachunterricht: Kompetente Lehrkräfte – individualisierte Lernprozesse (CODIP)[8]
- 2017 bis 2021: Musikalische Interface-Designs: Augmentierte Kreativität und Konnektivität[9]
- 2019 bis 2020: Digitale Bildung[10]
- 2016 bis 2019: Qualitätsoffensive Lehrerbildung[11]
- 2015 bis 2019: Kompetenzorientierte Unterrichtsgestaltung[12]
- 2017 bis 2018: Medien im Musikunterricht[13]
- 2017 bis 2018: StadtRaumKlang[14]
- 2016 bis 2017 Lehreinheiten Basiskompetenzen Inklusion in den Fachdidaktiken[15]

## Publikationen (Auswahl)
- mit B. Jörissen, C. Wernicke & M. Donner (Hrsg.): Musikmachdinge im Kontext. Forschungszugänge zur Soziomaterialität von Musiktechnologie. Olms, Hildesheim 2022, https://doi.org/10.18442/mmd-6.
- mit D.-E. Wickström (Hrsg.). Not Ready to Make Nice – Macht und Bedrohung in der populären Musik. Dortmund, Gesellschaft für Popularmusikforschung e.V. (SAMPLES; Nr. 19), 2021.
- mit J.-P. Herbst (Hrsg.): Crises at Work: Potentials for Change? International Association for the Study of Popular Music (IASPM Journal; Band 11, Nr. 1), 2021.
- mit L. Grünewald-Schukalla, A. Jóri und H. Schwetter (Hrsg.): Musik und Empowerment. (= Jahrbuch für Musikwirtschafts- und Musikkulturforschung. 2020). Springer VS, ISBN 978-3-658-29705-3.
- mit Martin Lücke und Matthias Rauch (Hrsg.): Musik und Straße. Springer VS, Wiesbaden 2019, ISBN 978-3-658-26100-9.
- mit R. Lang und N. Schläbitz (Hrsg.): Lehrerband O-Ton Oberstufe. Bildungshaus Schulbuchverlage Westermann, Braunschweig 2019, ISBN 978-3-14-018056-6.
- mit Lorenz Grünewald-Schukalla, Martin Lücke und Matthia Rauch (Hrsg.): Big Data und Musik. Jahrbuch für Musikwirtschafts- und Musikkulturforschung 1/2018. Springer VS, Wiesbaden 2019, ISBN 978-3-658-21219-3.
- mit Christophe Jacke (Hrsg.): Perspectives on German Popular Music. Routledge, Abingdon 2017, ISBN 978-1-4724-7962-4. doi:10.1017/S0261143017000526 (englisch)
- mit R. Lang und N. Schläbitz (Hrsg.): O-Ton Oberstufe: Arbeitsbuch für den Musikunterricht. Schöningh Verlag, Paderborn 2017.
- als Hrsg.: Popmusik-Vermittlung. Zwischen Schule, Universität und Beruf. (= Theorie und Praxis der Musikvermittlung. Bd. 14). LIT Verlag, Berlin/Münster 2015, ISBN 978-3-643-12997-0.
- mit Katja Schmollack und Dimitri Metzeltin: Die weltweite Suche nach dem Weihnachtsmann. Ein Kindermusical. Lugert, Oldershausen 2002, ISBN 3-89760-221-0.